# Techno Party!
A Techno Party! egy 2001-es lemez Lee „Scratch” Perrytől.

## Számok
1. Techno Party 4:26
2. Armagedeon War 4:18
3. No Dreads 3:57
4. This Old Man 4:33
5. My Name Is!!! 4:16
6. Black Buster 3:11
7. Mr Herbsman 3:53
8. Papa Rapa 4:35
9. Having a Party 3:41
10. Crooks in the Business 4:19
11. Come In 4:01
12. Daddy Puff 4:13
13. Earthquake Rock Dub 6:22
14. Perry in the Ghetto Dub 4:15
15. Working in the Jungle 4:20